# Carl Peters (Film)
Carl Peters ist ein anti-britischer nationalsozialistischer Propagandafilm von Herbert Selpin aus dem Jahre 1941. Die historische Vorlage des Films war das kolonialistische Lebenswerk des Gründers der Kolonie Deutsch-Ostafrika Carl Peters.
Der Film gehört damit zum Bestand der Friedrich-Wilhelm-Murnau-Stiftung. Es handelt sich heute um einen Vorbehaltsfilm, der nicht für den Vertrieb freigegeben ist und nur mit Zustimmung und unter Bedingungen der Stiftung gezeigt werden darf.

## Handlung
Der Film beginnt in Neuhaus an der Elbe. Peters wird von seinem Onkel Karl Engel eingeladen, bei ihm in London zu leben. Nach einigen Jahren bietet er Peters an, ihm Arbeit im britischen Kolonialministerium zu verschaffen. Peters lehnt jedoch ab, da er dann Engländer werden müsse. Stattdessen hat er in London Kolonialpläne für Deutschland entwickelt. Als er erfährt, dass in Deutschland ein Kolonialverein gegründet worden ist, reist er nach Deutschland zurück, weil er sich dort Unterstützung erhofft. Da seine Forderungen sowohl beim Kolonialverein als auch im Außenministerium beim Legationsrat Dr. Kayser, der konvertierter Jude ist, kein Gehör finden, reist er auf eigene Faust nach Afrika.
In Sansibar angekommen, versucht er, den dortigen deutschen Konsul für seine Pläne zu gewinnen. Doch der erklärt ihm, dass weder ihm noch einer Kolonie, die Peters gründen würde, seitens der Reichsregierung Schutz zuteilwerden würde. Peters verhandelt daraufhin eigenmächtig mit einigen afrikanischen Häuptlingen und hat noch vor den Engländern und einer belgischen Expedition alle notwendigen Verträge abgeschlossen. Bevor er die Verträge in Berlin vorlegen kann, muss Peters noch eine schwere Erkrankung sowie einen Giftanschlag des britischen Secret Service überstehen. Peters überlebt beides und erhält schließlich vom Kaiser einen Schutzbrief für seine Kolonie.
Bei einer neuen Expedition nach Afrika hat Peters wiederum mit diversen Widerständen zu kämpfen. Nicht nur die Engländer versuchen erneut, ihn auszuschalten, sondern auch der Kolonialdirektor Dr. Kayser gibt einen Anschlag auf Peters in Auftrag. Letzterem fällt aber nicht Peters zum Opfer, sondern dessen Freund Jühlke. Während Peters seine Expedition erfolgreich abschließen kann, treffen aus Berlin schlechte Neuigkeiten ein: Kanzler Bismarck ist entlassen und Peters als Reichskommissar abberufen worden.
Zurück in Berlin muss sich Peters vor dem Kolonialausschuss des Reichstags verantworten. Insbesondere die Sozialdemokraten im Parlament klagen Peters diverser Vergehen an. Obwohl sich herausstellt, dass ein von den Engländern als Zeuge gestellter dunkelhäutiger Bischof die Unwahrheit über Peters gesagt hat und Peters eine flammende Verteidigungsrede hält, ist doch der Widerstand gegen Peters über die Fraktionsgrenzen hinweg zu groß. Carl Peters wird wegen Missbrauchs der Amtsgewalt aus dem Reichsdienst entlassen.

## Produktion und Rezeption
Der Film wurde von Carl W. Tetting für die Münchener Bavaria Film produziert und von ihr auch verliehen. Als Vorlage diente das Buch Carl Peters – Ein deutsches Schicksal im Kampf um Ostafrika des Autors Erich zu Klampen, dem der Film teilweise bis in die Dialoge hinein folgt. Auch die Darstellung des jüdischen Legationsrates Kayser, ein Zerrbild des realen Paul Kayser, geht auf dieses nationalistische Buch von 1938 zurück, wurde für den Film aber zusätzlich antisemitisch und antidemokratisch zugeschnitten.
Für die Darstellung der afrikanischen Bevölkerung wurden 300 schwarze Kriegsgefangene zwangsrekrutiert sowie 50 schwarze Deutsche beschäftigt. An der musikalischen Ausgestaltung war in diversen Szenen der Reichsmusikzug des Reichsarbeitsdienstes beteiligt. Die deutsche Erstaufführung fand am 21. März 1941 statt.
Er erhielt die Prädikate staatspolitisch und künstlerisch wertvoll, kulturell wertvoll, volksbildend, jugendwert.
Der Film verherrlicht unreflektiert das Wirken des umstrittenen deutschen Afrikaforschers und Kolonialisten Carl Peters und gibt die historischen Zusammenhänge unvollständig bzw. entstellt wieder. So wird die Ermordung Karl Ludwig Jühlkes (1886 in Somalia) mit Peters’ Selbstjustiz (1891 am Kilimandscharo) in Verbindung gebracht. Der vierte Europäer der Expedition, der in Afrika verstorbene Kaufmann August Otto, kommt gar nicht vor. Außerdem wird ein negatives Bild parlamentarischer Institutionen wie des Reichstags gezeichnet.
Nach dem Ende des Zweiten Weltkriegs stellte das Oberkommando der Alliierten die Aufführung unter Verbot.
Als zentrale Szene des Films gilt nach Erwin Leiser Carl Peters’ Auftritt vor dem parlamentarischen Untersuchungsausschuss, in der Peters „als Sprecher einer hitleristischen Eroberungspolitik in der Uniform eines wilhelminischen Reichskommissars“ sich für die kolonialen Interessen Deutschlands starkmacht und dabei gegen das Britische Empire und den englischen Imperialismus einerseits und gegen seine Gegner im Untersuchungsausschuss Stellung bezieht. Leiser wies auch darauf hin, dass diese Gegner nicht zufällig als Juden eingeführt werden. Dass Peters’ Ambitionen für Deutsch-Ostafrika schließlich scheitern, sei nach Aussage des Films die Schuld des Parlamentarismus, der noch nicht durch das Führerprinzip überwunden worden war.